# Édouard Yves
Édouard Émile Gustave Yves (* 26. Oktober 1907 in Katako-Kombe, Belgisch-Kongo; † unbekannt) war ein belgischer Fechter.

## Erfolge
Édouard Yves gewann mit der Florett-Mannschaft bei den Weltmeisterschaften 1930 in Lüttich, 1947 in Lissabon und 1951 in Stockholm Bronze. 1947 wurde er in Lissabon mit dem Säbel zudem im Mannschaftswettbewerb Vizeweltmeister. Dreimal nahm er an Olympischen Spielen teil: 1928 belegte er in Amsterdam mit der Säbel-Mannschaft den siebten Rang, während er mit dem Säbel im Einzel in der ersten Runde ausschied. Bei den Olympischen Spielen 1948 in London zog er mit der belgischen Florett-Equipe in die Finalrunde ein, die Yves gemeinsam mit André van de Werve de Vorsselaer, Henri Paternóster, Raymond Bru, Paul Valcke und Georges de Bourguignon hinter Frankreich und Italien auf dem Bronzerang abschloss. Zudem war er Mitglied der Säbel-Mannschaft, mit der er als Vierter knapp einen weiteren Medaillengewinn verpasste. 1952 belegte er in Helsinki sowohl mit der Florett-Mannschaft als auch mit der Säbel-Mannschaft Rang fünf.